# Dieter Itzerott
Dieter Itzerott (* 12. November 1931 in Neunheilingen; † 20. August 2020 in Torgau) war ein deutscher Politiker, langjähriger Funktionär der DDR-Jugendorganisation Freie Deutsche Jugend und Funktionär der SED. Er war zeitweise 2. Sekretär des FDJ-Zentralrates und 2. Sekretär der SED-Bezirksleitung Halle.

## Leben
Itzerott, Sohn einer Arbeiterin, wuchs in Thüringen auf und erlebte das Kriegsende 1945 als 13-Jähriger in der Volksschule. In den Jahren 1946 und 1947 besuchte er vorübergehend eine Wirtschaftsschule in Apolda. Anschließend fand er eine Anstellung in den Chemischen Werken Buna als Hilfswerker. Das mitteldeutsche Chemiedreieck sollte für viele Jahre Itzerotts Lebensmittelpunkt werden. Nach zwei Jahren als Hilfswerker konnte er 1949 eine Lehre als Maschinenschlosser in den Buna-Werken beginnen. Im selben Jahr trat er auch in die FDJ ein. Innerhalb der DDR-Jugendorganisation begann sich Itzerott recht schnell zu engagieren. So agierte er bereits in den Jahren 1951/52 als Seminarlehrer in der Betriebsjugendschule der Buna-Werke. 1952 wurde Itzerott in die wegen ihrer Größe in den Rang einer Kreisleitung gehobene FDJ-Leitung der Buna-Werke gewählt, zu deren 2. Sekretär er 1953 gewählt wurde. In der Folge war er in den Jahren 1953/54 FDJ-Sekretär der Buna-Lehrwerkstatt und anschließend bis 1955 wieder 2. Sekretär der FDJ-Kreisleitung Buna. Zudem wurde er 1953 in die SED aufgenommen. 
In den Jahren 1955/56 amtierte Itzerott als 1. Sekretär der FDJ-Kreisleitung Buna. Anschließend absolvierte er bis 1957 ein Parteilehrjahr an der Bezirksparteischule der SED-Bezirksleitung Halle. Danach wurde Itzerott an die Leuna-Werke Walter Ulbricht delegiert, wo er bis 1959 zunächst das Amt des  2., einige Zeit später des 1. Sekretärs der FDJ-Kreisleitung der Leuna-Werke innehatte. Auf dem VI. Parlament der FDJ im Mai 1959 in Rostock wurde Itzerott erstmals in den Zentralrat der FDJ gewählt. Im gleichen Jahr wurde er zum 1. Sekretär der FDJ-Bezirksleitung des Chemiebezirkes Halle ernannt (Nachfolger von Günter Bornschein). In Itzerotts Amtszeit, die bis 1965 währte, fielen für den Bezirk Halle einige bedeutende Ereignisse. Das Chemieprogramm, welches die DDR-Partei- und Staatsführung 1958 beschlossen hatte, brachte auch für den Chemiebezirk Halle einen weiteren Ausbau der chemischen Großbetriebe und damit auch den Zuzug vieler junger Arbeiter und Familien. 1964 wurde zudem der Grundstein für Halle-Neustadt gelegt, quasi eine Schlafstadt der Chemiearbeiter. Darüber hinaus gehörte Itzerott 1961 der ersten FDJ-Delegation an, die Kuba besuchte. 1963 wurde Itzerott auf dem VII. Parlament der FDJ als FDJ-Bezirksschef in das Büro des FDJ-Zentralrates gewählt. Im gleichen Jahr kandidierte er für die FDJ als Volkskammerabgeordneter. Die DDR-Jugendorganisation vertrat er für eine Wahlperiode bis 1967 im DDR-Parlament.
1965 ließ sich Itzerott auf eigenen Wunsch von seiner Funktion als 1. Sekretär der FDJ-Bezirksleitung abberufen, um ein Studium an der Technischen Hochschule Leuna-Merseburg aufzunehmen. Dieses Studium schloss er 1967 als Diplom-Ingenieur-Ökonom ab. Auf dem VIII. Parlament der FDJ im Mai 1967 in Karl-Marx-Stadt erfuhr die FDJ-Spitze eine Umbildung. Der langjährige 1. Sekretär des FDJ-Zentralrates Horst Schumann wurde vom seit 1966 amtierenden 2. Sekretär Günther Jahn abgelöst. 2. Sekretär des FDJ-Zentralrates wurde nunmehr der bis dahin parteipolitisch eher unbekannte Dieter Itzerott. Diese Personalentscheidung ist im Kontext des damaligen Zeitgeistes der späten Ulbricht-Ära zu sehen. Im Rahmen des Neuen Ökonomischen Systems der Planung und Leitung (NÖSPL) wurden Fachleute und Praktiker den reinen Parteifunktionären vorgezogen. Itzerott hatte bis zu seiner Ernennung als 2. Sekretär nur den Besuch einer Bezirksparteischule, andererseits aber ein Ingenieurstudium vorzuweisen. Im Gegensatz dazu gab es im Sekretariat des Zentralrates mit Egon Krenz, Frank Bochow und Johannes Rech drei Funktionäre, die mehrjährige Studienaufenthalte in Moskau vorweisen konnten. Mit dem Machtwechsel von Ulbricht zu Honecker im Mai 1971 wurde auch auf dem IX. Parlament der FDJ zu Pfingsten 1971 ein personeller Wechsel in der Führungsspitze vorgenommen. Zwar blieb Günther Jahn 1. Sekretär, der fast 40-jährige Itzerott wurde nun aber von Wolfgang Herger als 2. Sekretär abgelöst. Im Rahmen eines größeren Personalwechsels im SED-Parteiapparat kehrte er in den Bezirk Halle zurück, wo er Werner Felfe im Amt des 2. Sekretärs der SED-Bezirksleitung Halle beerbte. Felfe wiederum, löste Horst Sindermann auf der Position des 1. Sekretärs der SED-Bezirksleitung Halle ab. Bereits 1974 musste er jedoch dem bis dahin innerhalb der Bezirksleitung als Sekretär für Agitation und Propaganda tätigen Hans-Joachim Böhme weichen. Itzerott wurde zu einem Dreijahreslehrgang an die SED-Parteihochschule delegiert, welchen er 1976 mit dem Abschluss eines Diplom-Gesellschaftswissenschaftlers verließ. Nach diesem Studium übernahm Itzerott 1976 im Nachbarbezirk Leipzig den Posten des 1. Sekretärs der SED-Kreisleitung Torgau, welchen er bis zu seinem Rücktritt im November 1989 bekleidete. Im Wirkungsbereich seiner Tätigkeit lag mit dem VEB Flachglaskombinat Torgau ein DDR-weit wichtiger Betrieb. Itzerott war dann bis zu seinem Austritt 1990 Mitglied der Partei des Demokratischen Sozialismus (PDS) und wurde 1998 Mitglied der Deutschen Kommunistischen Partei (DKP).
Itzerott war im 2001 gegründeten Förderverein der Zeitschrift RotFuchs tätig.

## Ehrungen
- Verdienstmedaille der DDR
- Artur-Becker-Medaille in Gold
- 1969 Vaterländischer Verdienstorden in Bronze[2]